# Pangu

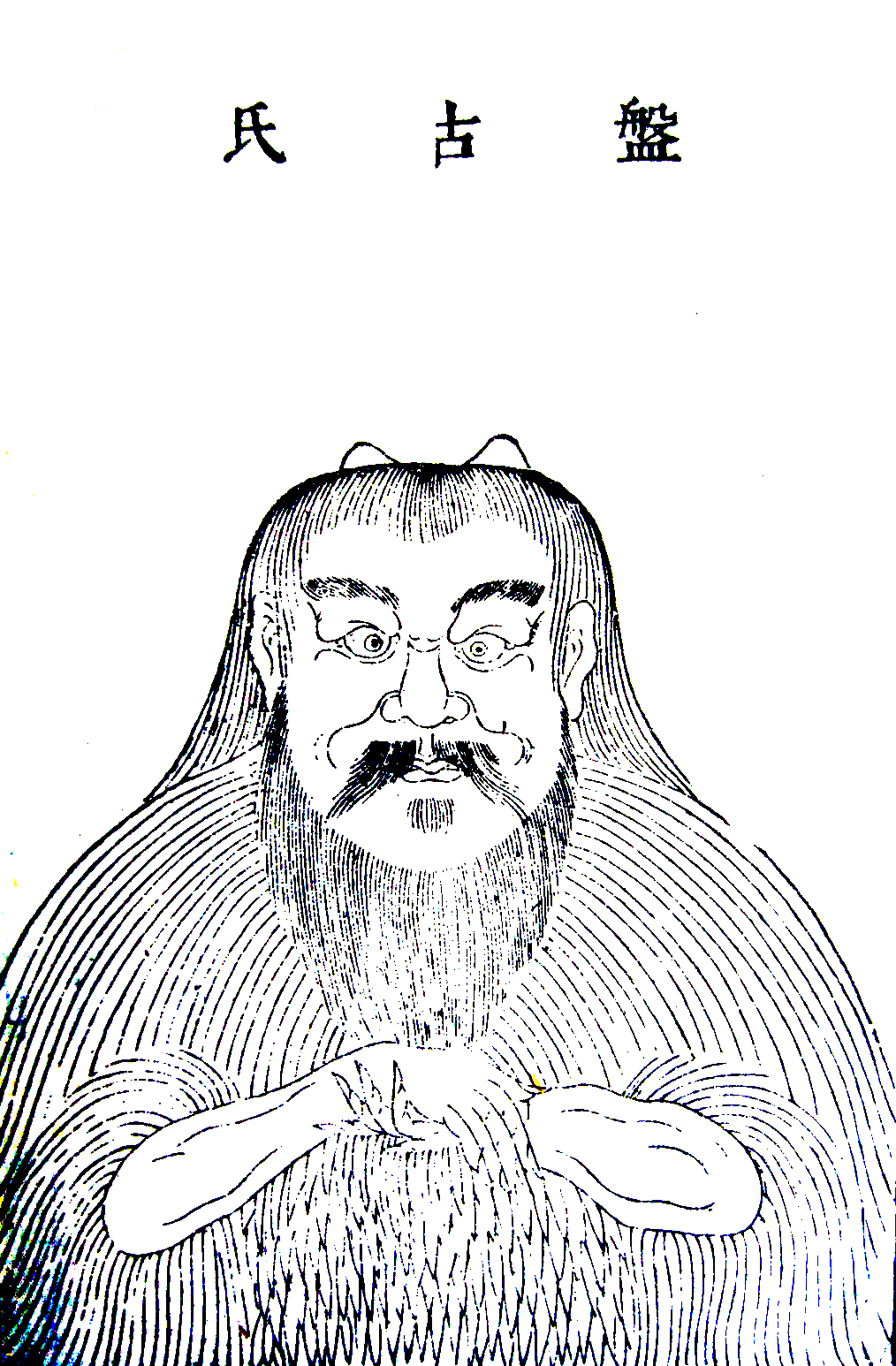
Raffigurazione di Pangu nel Sancai Tuhui di Wang Qi, 1607, conservato presso l'Asian Library, università della Columbia Britannica

Pangu (盤古) nella mitologia cinese è annoverato come il primo essere vivente ed il creatore di tutte le cose.

## Il mito cinese
Secondo la cosmogonia cinese in principio non esisteva nulla nell'universo tranne il vero caos. Tuttavia lo stesso caos si coagulò in un uovo cosmico per diciottomila anni. All'interno di esso i sublimi principi universali dello yin e dello yang si bilanciarono perfettamente e da quell'equilibrio perfetto emerse Pangu.
Esso viene raffigurato come un essere gigantesco e primitivo, villoso e dotato di grandi corna (ricordando in questo il dio greco Pan) e vestito di pelli.

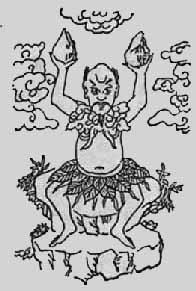
Pangu mentre regge nelle mani lo yin e lo yang

Pangu espresse la volontà di creare tutte le cose e prese una pesante ascia e distrusse con un fendente il gigantesco uovo cosmico, creando così la Terra (lo Yin) ed il cielo (lo Yang).
Per tenerli separati Pangu si mise tra loro e spinse il cielo verso l'alto, questo processo di separazione durò altri diciottomila anni, così che ogni giorno la terra diventava sempre più bassa ed il cielo andava sempre più verso l'alto, mentre Pangu cresceva in proporzione.
In differenti versioni della leggenda Pangu viene aiutato nella separazione tra cielo e terra da quattro bestie mitiche: la tartaruga, il Qilin, la fenice e il dragone.
Trascorsi i diciottomila anni, Pangu si adoperò per terminare il resto della creazione, il suo respiro divenne il vento e le nuvole, la sua voce divenne il tuono, il suo sangue divenne i fiumi, il suo occhio sinistro divenne il sole e quello destro la luna, mentre il resto del suo corpo divennero le montagne e tutta la superficie terrestre.